# Jennifer Cardini
Pour les articles homonymes, voir Cardini (homonymie).
Jennifer Cardini est une musicienne et DJ de musique électronique française, née le 22 février 1974 à Monaco.

## Biographie
Originaire de Nice, Jennifer Cardini s'intéresse à la musique électronique à l'adolescence, influencée par Laurent Garnier, Derrick May, Juan Atkins ou Wolfgang Voigt et commence à mixer dans des bars de la ville, en 1994.
En 1998, elle est invitée à Paris par Sextoy afin de mixer au Pulp en marge de la première Techno Parade. Elle y déménage peu après et devient résidente du Pulp, puis du Rex Club jusqu'en 2016.
En mars 2022, elle réalise un Essential Mix pour BBC Radio 1, l'émission de musique électronique animée par Pete Tong.
Elle vit aujourd'hui à Berlin et est DJ résidente au Panorama Bar, club abrité par le Berghain, et est à la tête des labels Correspondant (electro, house) et Dischi Autunno (Italo disco, underground techno, electro). Avec ce dernier, elle a notamment publié plusieurs EPs de Pablo Bozzi.

## Discographie

### Maxis
- 1996 : Trash Cocktail / Puss Och Kram (Pumpkin Records)
- 1998 : Usual Suspects (Witch Records)
- 2005 : Stay avec Laurent Hô (Crosstown Rebels)
- 2005 : Egal avec 22 Crew (Dirt Crew Recordings)
- 2006 : August in Paris avec Shonky (Mobilee)
- 2006 : Tuesday Paranoia avec Shonky (Crosstown Rebels)
- 2014 : The Ballroom EP avec David Shaw (Correspondant)

### Compilations mixées
- 2001 : Electroniculture Volume 2 - Live Mix By Jennifer (UCMG France)
- 2005 : Lust (Human)
- 2006 : Dan Ghenacia / Jennifer Cardini - DJ Face Off (DJ Magazine)
- 2008 : Feeling Strange (Kompakt)
- 2011 : Rexperience #02 (Module)
- 2013 : GROOVE Podcast #19
- 2015 : Ich Laufe, Du Läufst, Wir Tanzen (Tsugi 83)

### Remixes
- 2002 : Bosco - Novo Screen (Jennifer Cardini & Chloé Remix) - Catalogue
- 2005 : Shockers - The Symptom (Remote & Jennifer Cardini Minimal Mix) - Citizen Records
- 2006 : Mlle Caro & Franck Garcia - Far Away (Jennifer Cardini & Shonky Remix)
- 2006 : Anja Schneider & Sebo K - Rancho Relaxo (Jennifer Cardini & Shonky's Eiffel Tower Mix) - Mobilee
- 2006 : Fatale - Very Secret (Laurent Ho & Jennifer Cardini Remix) - Platinum
- 2008 : Fred Hush - Definition Track (Jennifer Cardini Rdfine Remix) - Kill The DJ Records
- 2009 : APM001 - 001 (Jennifer Cardini Remix) - Family Name
- 2010 : Chloé - One in Other (Jennifer Cardini Remix) - Kill The DJ Records
- 2010 : Kevin Scherschel - Heartbreaker (Jennifer Cardini Remix) - Edelweiss
- 2010 : Audision - Red Sky (Cardini/Burger ASAP Remix) - &nd
- 2011 : Electric Indigo & Irradiation - Phytoplankton (Jennifer Cardini Remix) - Temp Records
- 2011 : Greie Gut Fraktion - Make it work (Jennifer Cardini Remix) - Monika Enterprise
- 2013 : David Shaw And The Beat  - Sentiment Acide (Jennifer Cardini Remix) - Her Majesty's Ship
- 2013 : Cormac - Narcosa (Jennifer Cardini's Visions of Us Remix) - WetYourself Records
- 2014 : The Mansisters - Bullschnitzel (Cardini's Highway to Schnitzel Remix) - Correspondant
- 2014 : Benjamin Diamond - Assassin Assassine (Cardini & Shaw Remix) - Pop Out Music
- 2014 : Battant - Bruise (Jennifer Cardini Remix) - Kill The DJ Records
- 2015 : APM001 - 001 (Jennifer Cardini Remix) - Family N.A.M.E
- 2016 : Alain Chamfort - Bon Baisers D'Ici (Cardini & Shaw remix) - PIAS
- 2019 : Curses - Surrender (Jennifer Cardini Remix) - Dischi Autunno
- 2019 : Holographic Planes - Gaia (Jennifer Cardini Remix) - Critical Monday
- 2020 : Renato Cohen - Bismuth (Jennifer Cardini Remix) - Pets recordings
- 2020 : dOP - Carousel (Jennifer Cardini remix) - Eleatics Records
- 2021 : Blutch - Poplar (Jennifer Cardini & Damon Jee Remix) - Astropolis Records
- 2022 : Léonie Pernet - Missing Love (Jennifer Cardini & Damon Jee Remix) - CryBaby
- 2022 : Eagles & Butterflies - The Trip (Jennifer Cardini & Damon Jee Remix) - Art Imitating Life
- 2022 : WhoMadeWho & Rampa - Everyday (Jennifer Cardini Remix) - Embassy One
- 2022 : Howling - Lover (Jennifer Cardini & Damon Jee Remix) - Counter Records
- 2022 : Vongold - Taste Of Butter (Jennifer Cardini & Damon Jee Remix) - Hard Fist
- 2022 - Editors - Karma Climb (Jennifer Cardini & Damon Jee Remix) - Play It Again Sam
- 2025 : CC:DISCO! - Yes Papi (Miami Daddy Theme) (Jennifer "Daddy" Cardini Remix) - Miami Daddy